# Santa Maria (Celorico da Beira)
Santa Maria is een plaats (freguesia) in de Portugese gemeente Celorico da Beira en telt 1 171 inwoners (2001).